# Mellonta Tauta
«Mellonta Tauta» (в одном из переводов на русский язык — «Письма с воздушного корабля „Жаворонок“»; англ. Mellonta Tauta) — рассказ Эдгара Аллана По, опубликованный в феврале 1849 года в журнале Godey’s Magazine. При жизни автора не переиздавался.
В этом рассказе По в очередной раз прибег к мистификации: согласно письму к редактору, которое играет роль вступления, «Mellonta Tauta» — это текст послания, датированного 1 апреля 2848 года и найденного писателем в «плотно закупоренной бутылке» в море. Оно написано от лица женщины, рассказывающей своему знакомому об увеселительной поездке на воздушном корабле «Жаворонок». По словам переводчика Льва Уманца, «рассказ юмористический, рисующий взгляд наших потомков на нашу цивилизацию, плодами которой все будут пользоваться, но ясное представление о которой совершенно утратится. Сохранится воспоминание о некоторых именах великих людей — изобретателей и мыслителей, но получится полный хаос понятий и знание вроде нашего знания истории и цивилизации Ассирии или Вавилонии».
Литературоведы отмечают, что в «Mellonta Tauta» По максимально чётко высказал свою неприязнь к политическому строю современных ему США.